# Gavião (Vila Nova de Famalicão)
Gavião é uma freguesia portuguesa do município de Vila Nova de Famalicão, com 4,41 km² de área e 3884 habitantes (censo de 2021). A sua densidade populacional é 880,7 hab./km².

## Demografia
A população registada nos censos foi:
| Distribuição da População por Grupos Etários | Distribuição da População por Grupos Etários | Distribuição da População por Grupos Etários | Distribuição da População por Grupos Etários | Distribuição da População por Grupos Etários |
| -------------------------------------------- | -------------------------------------------- | -------------------------------------------- | -------------------------------------------- | -------------------------------------------- |
| Ano                                          | 0-14 Anos                                    | 15-24 Anos                                   | 25-64 Anos                                   | > 65 Anos                                    |
| 2001                                         | 611                                          | 556                                          | 2069                                         | 493                                          |
| 2011                                         | 541                                          | 388                                          | 2126                                         | 692                                          |
| 2021                                         | 511                                          | 383                                          | 2058                                         | 932                                          |